# Ngwane III
Ngwane III (... – Shiselweni, 1780) è stato un politico swati, re dello Swaziland dal 1745 al 1780.

## Biografia
Viene considerato come il primo re dello stato moderno dello Swaziland (oggi eSwatini). A suo nome i cittadini venivano chiamati bakaNgwane e lo stato veniva chiamato kaNgwane. Ngwane era figlio del re Dlamini III e della regina LaYaka Ndwandwe